# Josep Mestres (organista)
Josep Mestres fou mestre interí de la capella de Música de la Catedral de Girona. Després del traspàs de Ponç Vilasperans el 1654, Joan Baptista Ferrer, tenor de la capella, i Josep Mestres, ambdós beneficiats, van ocupar successivament el magisteri de forma interina.
També formà part del tribunal d’oposicions al magisteri de la capella durant el març de 1682 juntament amb Joan Verdalet, Francesc Martí i Felip Parellada, tribunal que atorgaria el magisteri de capella de la catedral de Girona a Francesc Soler.